# Ixorida intermedia
Ixorida intermedia är en skalbaggsart som beskrevs av Heller 1897. Ixorida intermedia ingår i släktet Ixorida och familjen Cetoniidae. Inga underarter finns listade i Catalogue of Life.